# Jüdischer Friedhof (Heinsheim)

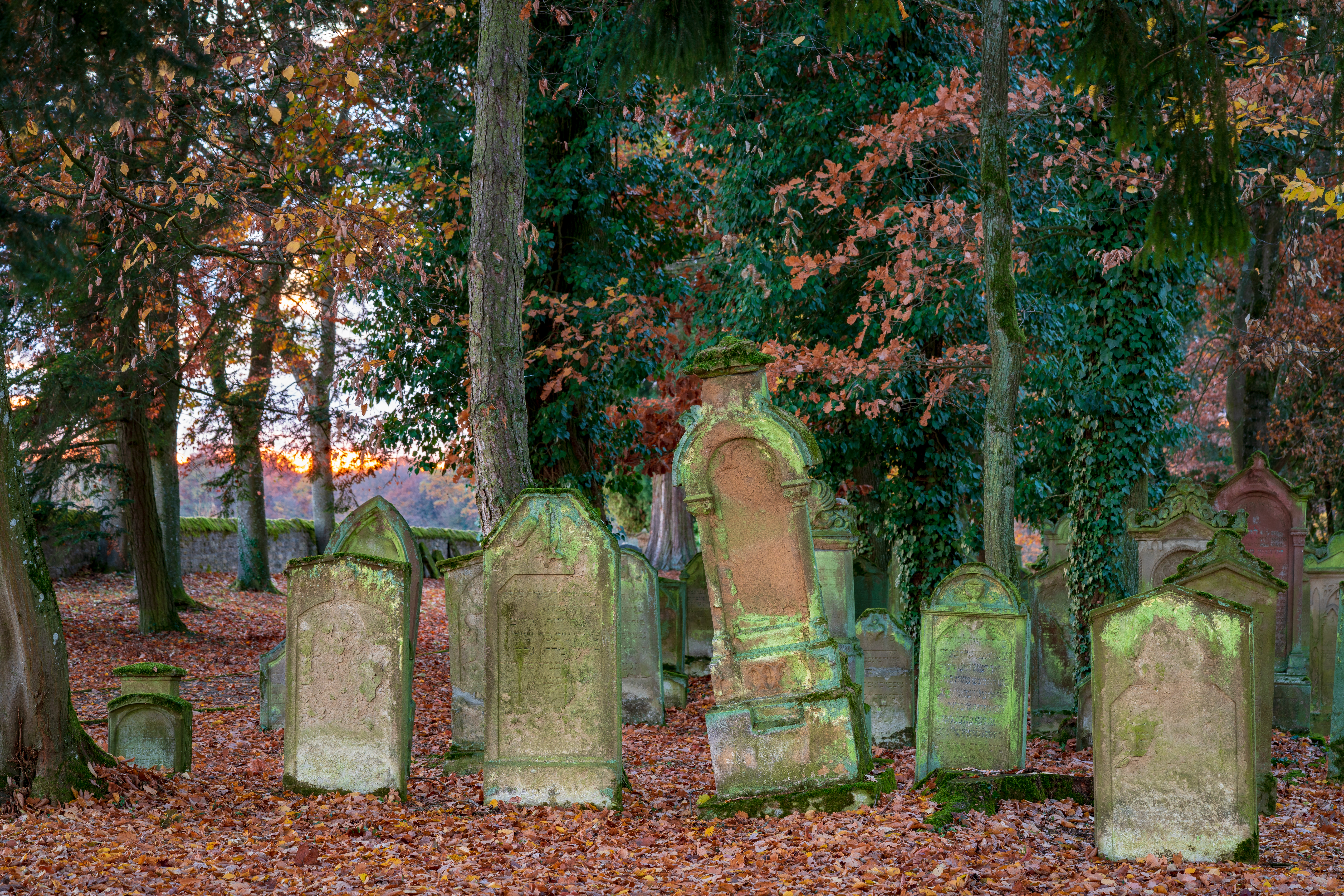
Im Herbst (November 2018)

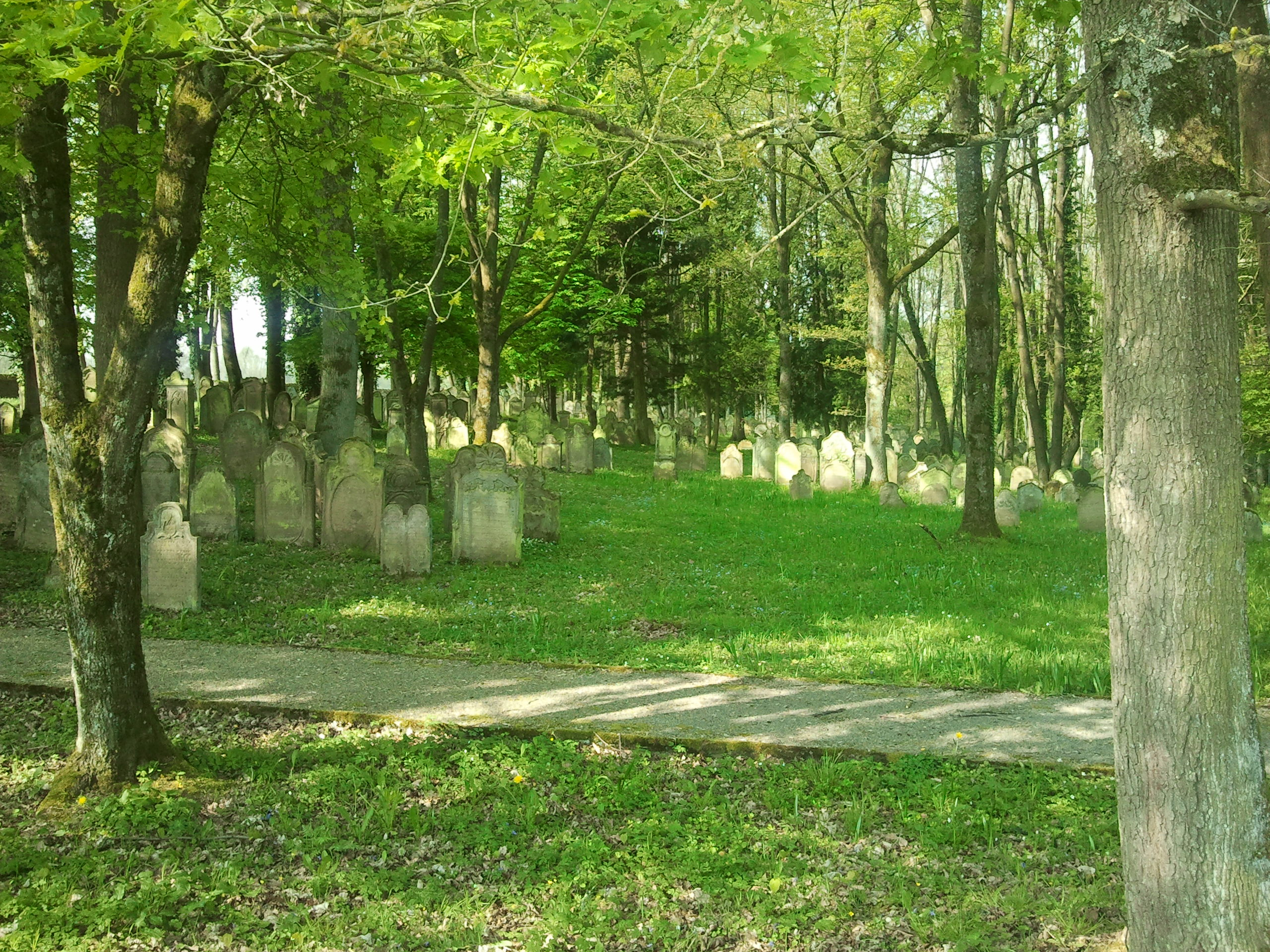
Im Frühling (April 2014)

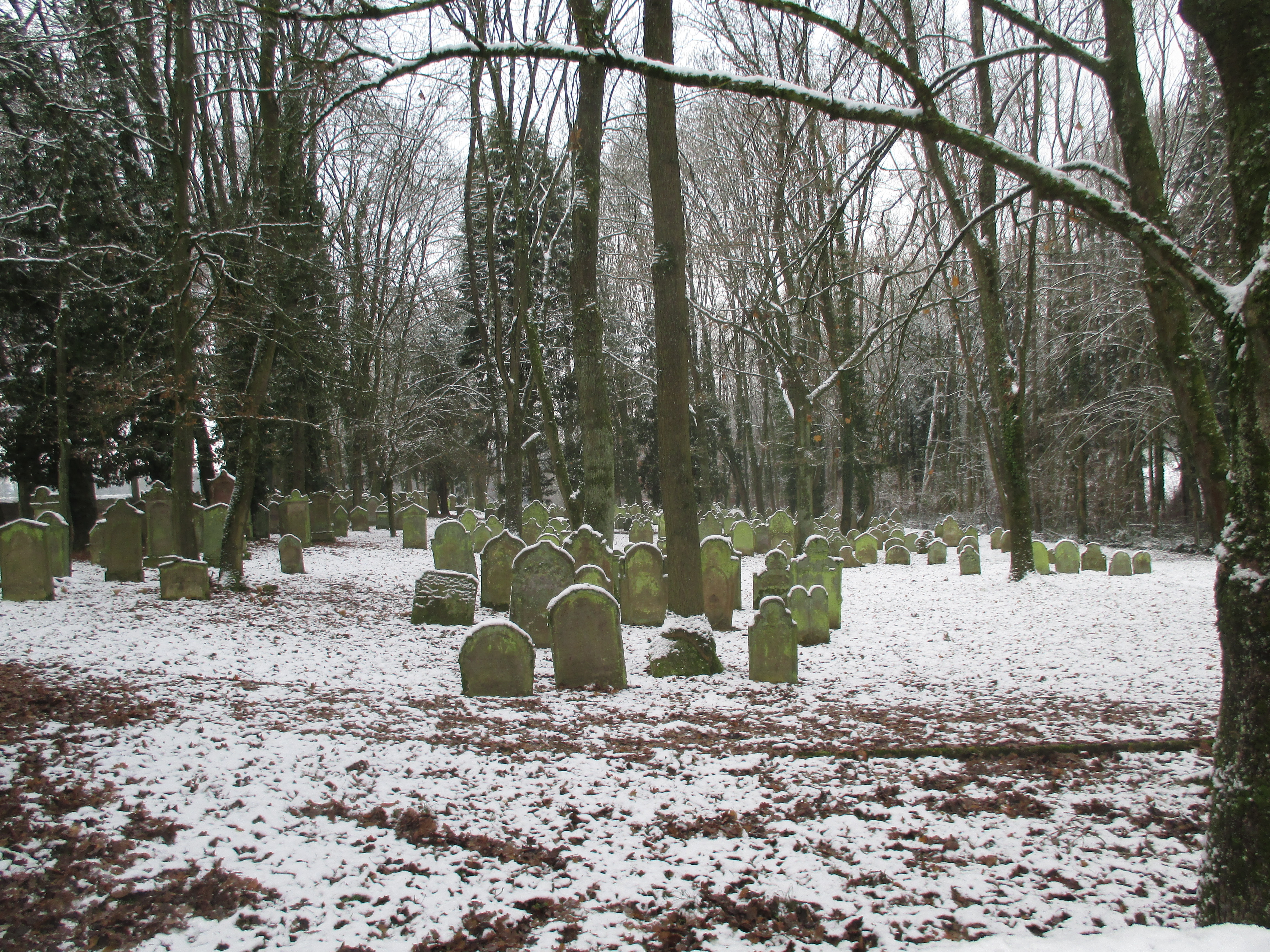
Frühwinter (Dezember 2017)

Der Jüdische Friedhof Heinsheim ist ein gut erhaltener Jüdischer Verbandsfriedhof in Heinsheim, einem Ortsteil von Bad Rappenau (Landkreis Heilbronn, Baden-Württemberg). Er zählt zu den größten jüdischen Friedhöfen in Südwestdeutschland.
Auf dem Friedhof, der sich außerhalb des Ortes an einem Waldrand im Gewann Schlierbach befindet, finden sich 1.137 Grabsteine für Juden aus Heinsheim und Umgebung, die seit dem 16. Jahrhundert bis 1937 verstorben sind. Der älteste heute datierbare Grabstein stammt von 1598.

## Geschichte

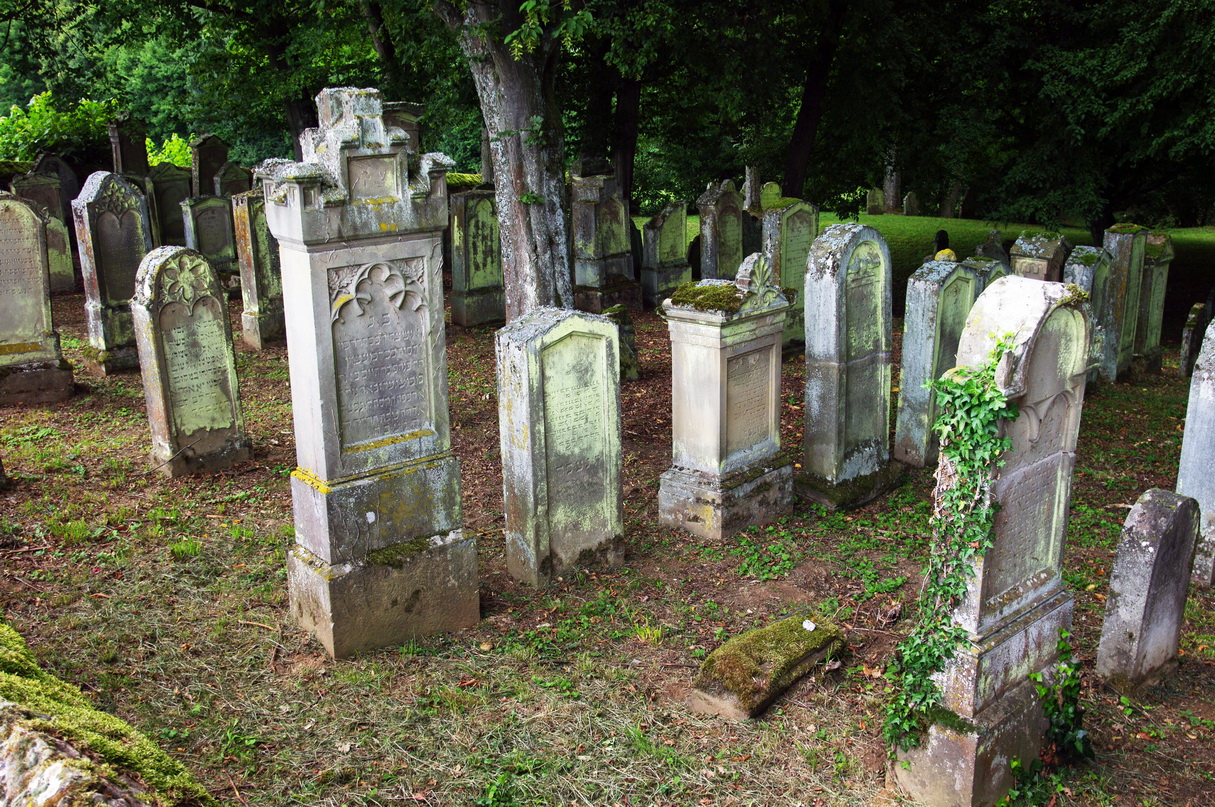
Grabsteine aus der Nähe

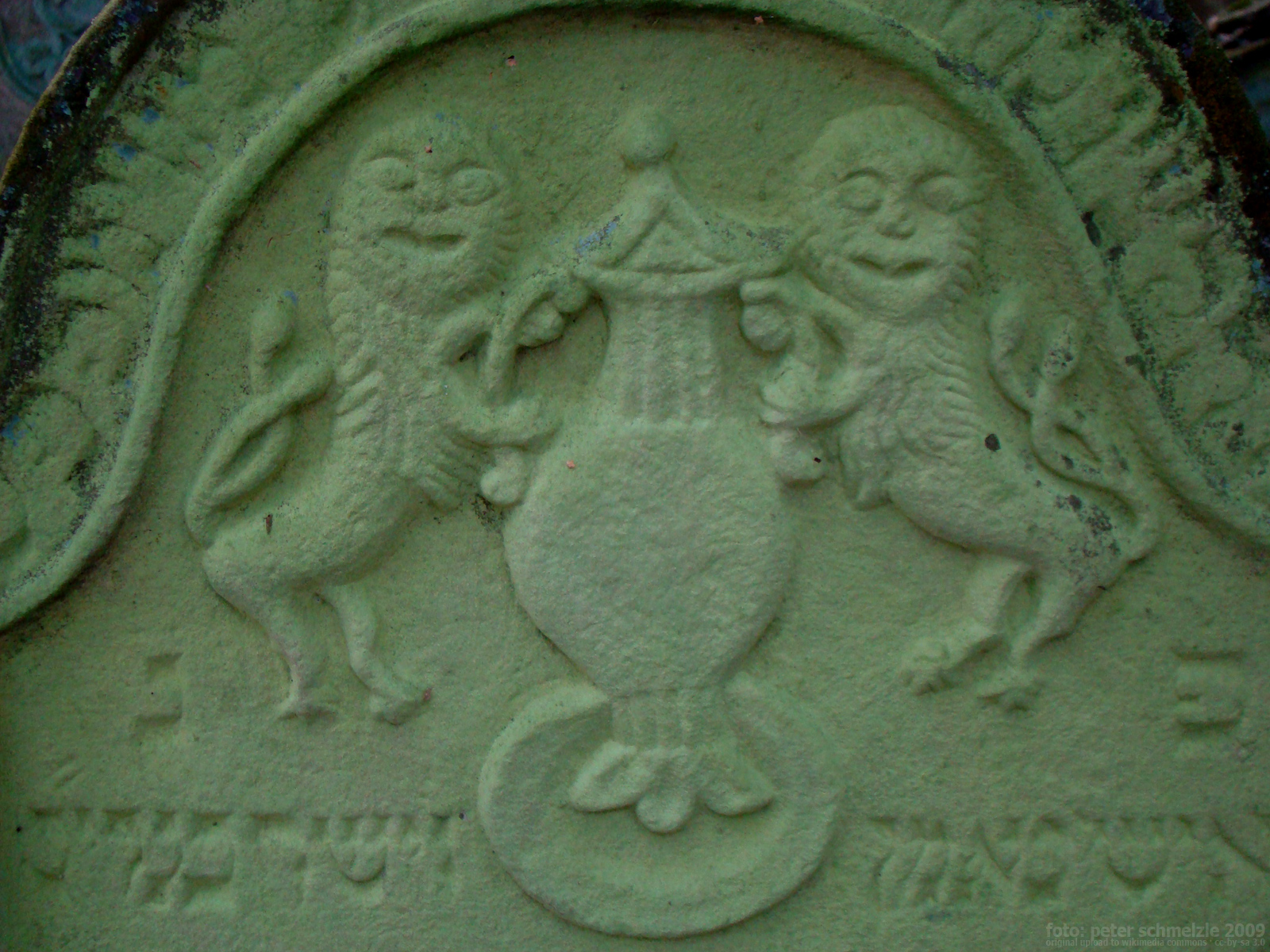
Löwengestalten sind eine auf den alten Grabsteinen hier häufig anzutreffende Symbolik

Grabsteine aus der Nähe in STEREO

Die Juden aus Heinsheim und Umgebung beerdigten ihre Toten seit dem 16. Jahrhundert auf dem jüdischen Friedhof in Heinsheim. Er wurde nicht nur von der jüdischen Gemeinde Heinsheim, sondern von weiteren 25 jüdischen Gemeinden in der Umgebung als Begräbnisstätte benutzt. Der Friedhof war eine bedeutende Einnahmequelle für die jeweilige Heinsheimer Ortsherrschaft, auf deren Grund sich der Friedhof befand, wofür im frühen 18. Jahrhundert jährlich 10 Gulden, ab 1766 dann 12 Gulden Erbzins zu zahlen waren. Alle 50 Jahre waren weitere Zahlungen fällig. Ebenso war bei jeder Bestattung ein Sterbegeld an die Ortsherrschaft zu entrichten. Der Friedhof war anfangs umzäunt und wurde 1718 ummauert. Die Abgaben an die Grundherrschaft wurden 1857 abgelöst, als der Friedhof in das Eigentum der Heinsheimer Begräbniskongregation kam.
Der Friedhof wurde im Lauf der Jahrhunderte mehrfach erweitert und umfasst heute eine Größe von 10.764 Quadratmetern. Die Grabsteine sind überwiegend aus regionalem Keupersandstein gefertigt.
Während der Zeit des Nationalsozialismus sollte die politische Gemeinde den jüdischen Friedhof nicht nur erwerben, sondern auch einebnen und landwirtschaftlich nutzen. So wurde 1944 zwar mit der Reichsvereinigung der Juden in Deutschland ein Kaufvertrag abgeschlossen, dieser aber nicht im Grundbuch eingetragen.  Sogar das schmiedeeiserne Tor wurde weder abmontiert noch einer Verwertung für Rüstungszwecke zugeführt, wie es befohlen worden war. Allerdings wurden nach Zeitzeugenberichten Grabsteine umgeworfen... Nach Kriegsende mussten aktive NS-Unterstützer und -Unterstützerinnen (zum Beispiel aus der NS-Frauenschaft) aus der Umgebung die umgeworfenen Grabsteine wieder aufrichten.  In den 1950er Jahren wurde der Friedhof von Gestrüpp befreit und mit Waldbäumen bepflanzt.
Die Grabsteine des Friedhofs, vor allem diejenigen aus der Zeit des Barock, zeichnen sich durch eine vielfältige Symbolik aus. Unter anderem finden sich Symbole wie die Hand Gottes, Schabbatbrote und Schabbatleuchter, Löwengestalten, Engelsköpfe, Sanduhren, Herzen und das aufgeschlagene Buch.
Siehe auch: Jüdische Friedhöfe im Kraichgau